# 米哈伊尔·苏斯洛夫
米哈伊尔·安德烈耶维奇·苏斯洛夫（俄语：Михаил Андреевич Суслов；1902年11月7日—1982年1月26日），苏联政治家，长期担任苏联共产党中央政治局委员和中央书记处书记，苏联共产党中央委员会国际部部长。在最高权力核心担任要职，负责苏联意识形态工作，并提出“发达社会主义”理论。

## 早年
苏斯洛夫生于沙俄萨拉托夫省赫瓦伦斯克县沙霍夫村（今乌里扬诺夫斯克州巴甫洛夫卡区），毕业于普列汉诺夫国民经济学院，主修马克思主义政治经济理论，之后进入真理报任编辑。1938年，真理报总编、理论家和党的主要领导者布哈林被斯大林处决后，整个宣传机构班子改组，苏斯洛夫担任副总编。此时，事实上他已是接替布哈林的日丹诺夫的副手和接班人。战后，苏斯洛夫一度担任立陶宛苏维埃第一书记，主导波罗的海三国的战后重建和苏联化。

## 斯大林時期
1948年，日丹诺夫去世，苏斯洛夫接任联共（布）中央书记并主管宣传和意識形態等方面的工作，直到他去世時仍為蘇聯的最高理論權威，苏斯洛夫在战后一直处于苏联最高权力机关核心，参与了几乎所有重要决策。
苏斯洛夫负责的领域相互联系而又多样化，向他负责的党的机构有：宣传鼓动部、科学和院校部、文化和信息部、青年和社会团体部、两个国际部、苏军政治部和对外人事部、真理报等；政府机构有：文化教育部、国家出版委员会、国家电影业委员会、国家广播电视委员会、报刊保密检查总局、塔斯社等。此外，苏斯诺夫还掌管苏共党的建设，理论研究，苏共与外国共产主义/社会主义政党的联系，有关他国政党的情报等，他掌握了一定的独立的情报资源，包括间谍。此外，他还领导了欧洲共产党和工人党情报局，以加强各国红色政党联系，协调行动，交流斗争经验的机构。该机构部分承担了苏联控制他国政党进而干涉他国内政的工作。战后不久成立，共产党和工人党情报局与南斯拉夫共产党决裂。赫鲁晓夫上台后恢复了和南斯拉夫的关系，作为一个补偿或者友好的表示，解散了这个机构。

## 赫鲁晓夫時期
苏斯洛夫上任不久，就经历了赫鲁晓夫的去斯大林化政策，不过他的地位丝毫没有受到影响。赫鲁晓夫掌权时期，几乎所有保守主义政策都与苏斯洛夫有关。赫鲁晓夫主张与南斯拉夫修好，苏斯洛夫就开始反对“资产阶级”、“修正主义”；赫鲁晓夫想和平解决匈牙利事件，结果苏斯洛夫在匈牙利的调查工作却推动了苏联红军进兵布达佩斯；苏斯洛夫还鼓动赫鲁晓夫对诺贝尔文学奖获得者鲍里斯·列昂尼多维奇·帕斯捷尔纳克进行挞伐，在得知一个意大利共产党出版商詹贾科莫·菲尔特里内利得到了在苏联境内属于反动书籍的《日瓦戈医生》的手稿后，苏斯洛夫亲自飞到罗马会晤意大利社会党总书记彼得罗·南尼，要求阻止该出版商出书。他还挑拨赫鲁晓夫与文艺界、科学界的关系。结果闹出了一系列削弱赫鲁晓夫权威的事件。赫鲁晓夫虽然也启用列昂尼德·费多罗维奇·伊里切夫稀释他的权力，但这反而使苏斯洛夫对赫鲁晓夫更加不满。赫鲁晓夫在位时期轻率的实验和频繁的政治改组，被认为严重干扰了各方面事业的进行和整个官僚队伍的稳定。
苏斯洛夫是铁幕后有重大影响力的人物，他在推翻赫鲁晓夫的过程中扮演了关键性作用，部分观点认为这次颇有戏剧风格的政变也许是苏斯洛夫的手笔。1964年10月14日，苏斯洛夫和时任国家安全委员会主席的谢列平等人决定推翻赫鲁晓夫，圆滑老练的阿那斯塔斯·伊万诺维奇·米高扬被派到黑海之滨，通知正在度假的赫鲁晓夫回来开会，并同机返回。在机场有适当的欢迎人群。然而，谢列平的亲信，克格勃主席弗拉基米尔·叶菲莫维奇·谢米恰斯内大将和中央警卫局局长弗拉基米尔·雅科夫列维奇·切卡洛夫中将的陪伴让赫鲁晓夫有些不安，也许他想起了贝利亚，进入会场（也是中央全会），他向主席台上他往常的座位走去。这时，苏斯洛夫站起来，温和地说：“尼基塔·谢尔盖耶维奇·赫鲁晓夫同志，请您就在门口那张椅子上坐下吧，那是今天给您准备好的位子。”就这样，赫鲁晓夫一举成擒。两位将军只是在他暴跳的时候把他按回椅子上。之后，苏斯洛夫作报告，历数赫鲁晓夫的错误（他没有用“罪行”之类的词），并建议撤销他的一切党政职务。随后，中央委员会全会投票表决通过了决议，赫鲁晓夫因“年龄和健康原因”退休了。决议通过后的当天晚上，米高扬以朋友的身份来到赫鲁晓夫家，告诉他将保留警卫，别墅，汽车等，还会有退休金，赫鲁晓夫自此从公众视野中消失。

## 勃列日涅夫時期
在勃列日涅夫时代，苏斯洛夫的地位达到了顶峰，对勃列日涅夫有巨大的影响力。苏斯洛夫改变了赫鲁晓夫时代对斯大林全盘否定的说法，并且不避讳在影视作品中出现斯大林。在对待亚历山大·索尔仁尼琴、安德烈·德米特里耶维奇·萨哈罗夫这种异见人士时，则运用冷酷的行政手段镇压他们。勃烈日涅夫又是个愿意倾听他建议的人，苏斯洛夫很可能与那个时期苏联的正统马克思主义经济运行方式“发达社会主义”、不惜动用国家储备金以提高人民福利的做法等有关。他也有可能参与和美国全面争霸，入侵阿富汗这类事务。
1971年9月11日，赫鲁晓夫因心肌梗塞去世，苏斯洛夫掌握的《真理报》只是简单的刊登“前苏共中央委员会第一书记，退休金领取者”赫鲁晓夫逝世的短讯。这期间谢列平也被转去闲职，他和谢米恰内斯一起在80年代初“退休”。

## 逝世
1982年1月26日，苏斯洛夫因病逝世。他被安葬在列宁墓后的克里姆林宫红场墓园下。

## 轶事
苏斯洛夫有两个非正式称号：对于同志，是“头号思想家”，对于反对者，是“灰衣主教”。苏斯洛夫为人低调、沉默，总是身穿整洁的深灰色西服。他为人随和，经常和普通干部握手言欢，并用爱称相称。他从不改动讲稿内容，但一定去掉尖刻的词句。他说话非常有逻辑，经常引用列宁的话。没有紧急事情的话，他会把座车停在克里姆林宫以外一定距离，然后走路上班。据说他的车速从来没有超过60公里每小时。